# Manganiakasakaïta-(La)
La manganiakasakaïta-(La) és un mineral de la classe dels silicats que pertany al grup de l'al·lanita.

## Característiques
La manganiakasakaïta-(La) és un sorosilicat de fórmula química {CaLa}{Mn3+AlMn2+}(Si₂O₇)(SiO₄)O(OH). Va ser aprovada com a espècie vàlida per l'Associació Mineralògica Internacional l'any 2017, sent publicada per primera vegada el 2019. Cristal·litza en el sistema monoclínic. La seva duresa a l'escala de Mohs es troba entre 5 i 5,5.
L'exemplar que va servir per a determinar l'espècie, el que es coneix com a material tipus, es troba conservat a les col·leccions del Museu d'Història Natural de la Universitat de Pisa (Itàlia), amb el número de catàleg: 19907.

## Formació i jaciments
Va ser descoberta a la mina del mont Maniglia, a la localitat de Bellino, dins la província de Cuneo (Piemont, Itàlia). També ha estat descrita al dipòsit de manganès de Prozrachnoe, a la república d'Altai (Rússia). Aquests dos indrets són els únics de tot el planeta on ha estat descrita aquesta espècie mineral.